# Heliocheilus thomalae
Heliocheilus thomalae là một loài bướm đêm thuộc họ Noctuidae. Loài này có ở Tanzania.